# Beaulieu (Calvados)
Beaulieu település Franciaországban, Calvados megyében. Lakosainak száma 204 fő (2018. január 1.). Beaulieu Le Bény-Bocage, Le Désert, Le Reculey és Saint-Charles-de-Percy községekkel határos.

## Népesség
A település népességének változása:
| Lakosok száma | 121  | 127  | 128  | 150  | 143  | 168  | 176  | 188  | 200  | 204  |
|               | 1962 | 1968 | 1982 | 1990 | 1999 | 2008 | 2011 | 2013 | 2017 | 2018 |